# Afshin Ghotbi
Afshin Ghotbi (sinh ngày 8 tháng 2 năm 1964) là một cựu cầu thủ và huấn luyện viên bóng đá người Hoa Kỳ gốc Iran. Ông từng dẫn dắt Đội tuyển bóng đá quốc gia Iran từ 2009-2011.